# Paphiopedilum gigantifolium
Paphiopedilum gigantifolium är en orkidéart som beskrevs av Braem, M.L.Baker och C.O.Baker. Paphiopedilum gigantifolium ingår i släktet Paphiopedilum och familjen orkidéer. Inga underarter finns listade i Catalogue of Life.